# Volksbank Ascheberg-Herbern
Die Volksbank Ascheberg-Herbern eG ist eine Genossenschaftsbank mit Sitz in der nordrhein-westfälischen Gemeinde Ascheberg im Kreis Coesfeld.

## Geschichte
Die ehemalige Volksbank Ascheberg eG wurde am 19. August 1883 als erster Spar- und Darlehnskassenverein des Kreises Lüdinghausen gegründet. In Herbern wurde der Spar- und Darlehnskassenverein am 24. August 1884 von 90 Personen gegründet.
im Jahr 1994 fusionierten die Volksbank Ascheberg e.G. und die Volksbank Herbern eG mit 92-prozentiger Zustimmung der Mitglieder zur zweitgrößten Genossenschaftsbank im Südkreis Lüdinghausen. Die Bilanzsumme belief sich damals auf 162 Millionen Mark. Die Mitgliederzahl kletterte über die 3000er Marke, so dass die Generalversammlungen ein Jahr später durch Vertreterversammlungen abgelöst wurden.
Im Jahr 2012 wurde das Bankgebäude in Ascheberg, sowie das Bankgebäude in Herbern modernisiert. Im Januar 2014  wurde die dritte Filiale in Davensberg auch umgebaut.

## Rechtsverhältnisse
Die Volksbank Ascheberg-Herbern eG (lt. GnR „Volksbank Ascheberg - Herbern eG“) ist im Genossenschaftsregister beim Amtsgericht Coesfeld unter GnR 176 eingetragen.

## Organisationsstruktur
Rechtsgrundlagen sind das Genossenschaftsgesetz und die durch die Vertreterversammlung beschlossene Satzung. Organe der Bank sind der Vorstand, der Aufsichtsrat und die Vertreterversammlung.
Der Grundgedanke besteht in der Förderung des Erwerbs oder der Wirtschaft der Mitglieder mittels gemeinschaftlichen Geschäftsbetriebs. Der Erwerb von Geschäftsanteilen an einer Genossenschaftsbank setzt voraus, dass man Kunde dieser Bank ist. Entsprechendes ist in der Satzung festgelegt. 

## Sicherungseinrichtung
Die Volksbank Ascheberg-Herbern eG ist der amtlich anerkannten Sicherungseinrichtung des Bundesverbandes der Deutschen Volksbanken und Raiffeisenbanken GmbH und der zusätzlichen freiwilligen Sicherungseinrichtung des Bundesverbandes der Deutschen Volksbanken und Raiffeisenbanken e.V. angeschlossen.

## Geschäftsausrichtung
Die Volksbank Ascheberg-Herbern eG betreibt das Universalbankgeschäft. Im Verbundgeschäft arbeitet sie mit der DZ Bank, R+V Versicherung, Bausparkasse Schwäbisch Hall, Teambank, VR Leasing, DZ Hyp und der Union Investment zusammen. 

## Geschäftsgebiet
Das Geschäftsgebiet liegt im Südosten des Kreises Coesfeld. 
An diesen Orten betreibt die Bank Filialen:
- Ascheberg (Hauptstelle, jur. Sitz)
- Herbern (Geschäftsstelle)
- Davensberg (SB-Geschäftsstelle)